# To'orił Ong-chan
To'orił Ong-chan (zwany również Toghrul-chan oraz Wang-chan, ur. ? – zm. 1203) – wódz plemienia Kereitów. Zwierzchnik i opiekun a następnie przeciwnik Czyngis-chana, ojciec Sorkaktani-beki. Jeden z najpotężniejszych wodzów Wielkiego stepu w drugiej połowie XII wieku. Nestorianin, przypuszczalny pierwowzór legendarnego Księdza Jana.

## Młodość
W wieku 7 lat został wzięty do niewoli przez Merkitów, z której wkrótce odbił go ojciec. W wieku lat 13 został schwytany przez Tatarów, lecz z tej niewoli uciekł.
Władzę nad Kereitami zdobył przypuszczalnie na przełomie lat 60 i 70 XII wieku. Po przejęciu władzy nad częścią Kereitów usiłował zabić swoich młodszych braci, w których obronie wystąpił jego stryj – Gurchan. Jednak To'orił pokonał go dzięki pomocy jednego z wodzów mongolskich – Jesügeja Baatura, według Lwa Gumilowa miało to miejsce w 1171 roku.

## Rządy
Na przełomie lat 70 i 80 wziął w opiekę syna Jesügeja – Temudżyna, któremu obiecał oddać jego lud. Gdy Merkici porwali żonę Temudżyna Börte, zorganizował wyprawę, która ją odbiła. Uznał wybór Temudżyna na Czyngis-chana, przy czym gratulując mu, nazwał go swoim synem, co było podkreśleniem, że w dalszym ciągu pozostaje zwierzchnikiem Temudżyna, choć wydaje się, że w kolejnych latach była to zwierzchność jedynie formalna. Następnie wraz z Czyngis-chanem walczył z Tatarami w sojuszu z dżurdżeńskim państwem Jin. Wówczas uzyskał chiński tytuł Ong – Król, który był odtąd używany jako jego imię. Później został obalony przez jednego ze swoich młodszych braci Erke Kara, korzystającego z poparcia Najmanów. Ong-chan ucieka do państwa Tangutów, a następnie do Kara Kitajów, którzy jednak wygnali go po półrocznym pobycie. Ponownie usiłuje dotrzeć do państwa Tangutów jednak i stamtąd zostaje wygnany. Mając zaledwie 5 kóz i 1 wielbłąda dociera do stepów mongolskich, gdzie zostaje przyjęty przez Czyngis-chana, który wkrótce przywraca go do władzy. W 1201 roku wspólnie z Czyngis-chanem walczy przeciw koalicji Mongołów, Tatarów i Najmanów pod wodzą Dżamuki, po zwycięstwie rusza w pościg za Dżamuką. W następnym roku w kilku bitwach pokonał Merkitów, jesienią 1202 znów wraz z Czyngis-chanem pokonał Najmanów nad jeziorem Kisził Basz. Następnie obaj sojusznicy stanęli naprzeciw kolejnej armii najmańskiej koło miejscowości Bajdarak Belczir. W nocy Ong-chan kazał rozpalić ogniska w swoim obozie i wraz z armią wycofał się, według Tajnej historii Mongołów nie informując o tym Czyngis-chana. Cała sytuacja budzi jednak spore wątpliwości, gdyż Dżamuka, który w niewyjaśnionych okolicznościach został w międzyczasie doradcą Ong-chana, miał mówić wówczas: Mój pobratyniec Temudżyn już od dawna wymieniał poselstwa z Najmanami. A teraz nie idzie z nami... Pewnie poszedł do Najmanów. Przystał do nich i został z nimi. Wydaje się zatem przekonany, że Czyngis-chan wiedział o planach wycofania się. Lew Gumiłow uważa, że Czyngis-chan został wówczas na miejscu, by stworzyć wśród swoich oddziałów, a także wśród nieznających sytuacji Kereitów, wrażenie zdrady Ong-chana. Po tych wydarzeniach Najmanowie ruszyli w pościg za Ong-chanem, który zagrożony całkowitym rozbiciem swojej armii wzywa na pomoc Czyngis-chana. Po uzyskaniu pomocy To'orił usynowił Temudżyna, czyniąc go swoim dziedzicem, wydziedziczając tym samym jedynego syna Nikła Senguma. Czyngis-chan chciał przypieczętować sojusz małżeństwem swego syna Dżocziego z córką Ong-chana – Cza'ur-beki. Jednak pod naciskiem Nikła Senguma, To'orił nie zgodził się na to małżeństwo.

### Wojna z Czyngis-chanem
Na przełomie 1202 i 1203 Dżamuka namawia Nikła i możnych kereickim, a następnie wraz z nimi Ong-chana do zamachu na Czyngis-chana. Kereici godzą się na wyżej wspomniane małżeństwo i zapraszają Czyngis-chana na ucztę zaręczynową. Jednak ten w drodze zostaje ostrzeżony przed zdradą i zawraca. Kolejna próba zamachu również się nie powiodła i Czyngis-chan zaczął uciekać gromadząc jednocześnie armię, a w pościg za nimi ruszyły główne siły Kereitów z Ong-chanem na czele. Obie armie spotykają się pod Kałakałdżit-elet, gdzie dochodzi do bitwy. Przed nią Ong-chan przekazał dowództwo nad swoimi siłami Dżamuce, który przekazał swój plan bitwy Czyngis-chanowi. Bitwa nie została rozstrzygnięta, ale Czyngis-chanowi ponownie udało się uciec Kereitom. W dodatku ranny został Nikł Sengum i To'orił zaprzestał pościgu. Przez kilka następnych miesięcy Czyngis-chan prowadził negocjacje z Kereitami i jesienią 1203 w niespodziewanym napadzie rozbił ich armię. Ong-chan wraz z synem usiłował uciec do Najmanów, lecz został zabity przez nie znającego go żołnierza najmańskiego.